# Patrik Kristal
Patrik Kristal (Viimsi, 12 novembre 2007) è un calciatore estone, centrocampista del Colonia II.

## Carriera

### Club
Cresciuto nel settore giovanile del Harju prima e del Kalev Tallinn poi, nel gennaio 2022 si trasferisce al Levadia.
Il 15 luglio esordisce in prima squadra sostituendo Zakaria Beglarishvili nella partita contro il Tammeka. All'età di 14 anni, 11 mesi e 2 giorni, è diventato il giocatore più giovane nella storia della Meistriliiga. Nel febbraio 2024 passa al Paide.
Dal 1º gennaio 2025 sarà un giocatore del Colonia.

### Nazionale
Ha giocato nelle nazionali giovanili estoni Under-16, Under-17, Under-19 ed Under-21.
L'8 settembre 2024 esordisce in nazionale maggiore nella sfida persa per 3-0 in Nations League contro la Svezia.

## Statistiche

### Presenze e reti nei club
Statistiche aggiornate al 18 ottobre 2024.
| Stagione                   | Squadra                    | Campionato                 | Campionato | Campionato | Coppe nazionali | Coppe nazionali | Coppe nazionali | Coppe continentali | Coppe continentali | Coppe continentali | Altre coppe | Altre coppe | Altre coppe | Totale | Totale | Totale |
| Stagione                   | Squadra                    | Comp                       | Pres       | Reti       | Comp            | Pres            | Reti            | Comp               | Pres               | Reti               | Comp        | Pres        | Reti        | Pres   | Reti   |        |
| -------------------------- | -------------------------- | -------------------------- | ---------- | ---------- | --------------- | --------------- | --------------- | ------------------ | ------------------ | ------------------ | ----------- | ----------- | ----------- | ------ | ------ | ------ |
| 2022                       | Levadia Tallinn            | ML                         | 2          | 0          |                 | -               | -               |                    | -                  | -                  |             | -           | -           | 2      | 0      |        |
| 2023                       | Levadia Tallinn            | ML                         | 3          | 0          |                 | -               | -               |                    | -                  | -                  |             | -           | -           | 3      | 0      |        |
| Totale Levadia Tallinn     | Totale Levadia Tallinn     | Totale Levadia Tallinn     | 5          | 0          |                 | -               | -               |                    | -                  | -                  |             | -           | -           | 5      | 0      |        |
| 2022                       | Levadia Tallinn U21        | EL                         | 32         | 6          |                 | -               | -               |                    | -                  | -                  |             | -           | -           | 32     | 6      |        |
| 2023                       | Levadia Tallinn U21        | EL                         | 30         | 10         |                 | -               | -               |                    | -                  | -                  |             | -           | -           | 30     | 10     |        |
| Totale Levadia Tallinn U21 | Totale Levadia Tallinn U21 | Totale Levadia Tallinn U21 | 62         | 16         |                 | -               | -               |                    | -                  | -                  |             | -           | -           | 62     | 16     |        |
| 2024                       | Paide                      | ML                         | 26         | 6          | CE              | 3               | 0               | UECL               | 6                  | 1                  |             | -           | -           | 35     | 7      |        |
| Totale carriera            | Totale carriera            | Totale carriera            | 93         | 22         |                 | 3               | 0               |                    | 6                  | 1                  |             | -           | -           | 102    | 23     |        |

### Cronologia presenze e reti in nazionale
| Cronologia completa delle presenze e delle reti in nazionale ― Estonia | Cronologia completa delle presenze e delle reti in nazionale ― Estonia | Cronologia completa delle presenze e delle reti in nazionale ― Estonia | Cronologia completa delle presenze e delle reti in nazionale ― Estonia | Cronologia completa delle presenze e delle reti in nazionale ― Estonia | Cronologia completa delle presenze e delle reti in nazionale ― Estonia | Cronologia completa delle presenze e delle reti in nazionale ― Estonia | Cronologia completa delle presenze e delle reti in nazionale ― Estonia |
| Data                                                                   | Città                                                                  | In casa                                                                | Risultato                                                              | Ospiti                                                                 | Competizione                                                           | Reti                                                                   | Note                                                                   |
| ---------------------------------------------------------------------- | ---------------------------------------------------------------------- | ---------------------------------------------------------------------- | ---------------------------------------------------------------------- | ---------------------------------------------------------------------- | ---------------------------------------------------------------------- | ---------------------------------------------------------------------- | ---------------------------------------------------------------------- |
| 8-9-2024                                                               | Solna                                                                  | Svezia                                                                 | 3 – 0                                                                  | Estonia                                                                | UEFA Nations League 2024-2025 - 1º turno                               | -                                                                      | 72’                                                                    |
| 14-10-2024                                                             | Tallinn                                                                | Estonia                                                                | 0 – 3                                                                  | Svezia                                                                 | UEFA Nations League 2024-2025 - 1º turno                               | -                                                                      | 65’                                                                    |
| 19-11-2024                                                             | Bratislava                                                             | Slovacchia                                                             | 1 – 0                                                                  | Estonia                                                                | UEFA Nations League 2024-2025 - 1º turno                               | -                                                                      | 71’                                                                    |
| 6-6-2025                                                               | Tallinn                                                                | Estonia                                                                | 1 – 3                                                                  | Israele                                                                | Qual. Mondiali 2026                                                    | -                                                                      | 55’                                                                    |
| 9-6-2025                                                               | Tallinn                                                                | Estonia                                                                | 0 – 1                                                                  | Norvegia                                                               | Qual. Mondiali 2026                                                    | -                                                                      | 84’                                                                    |
| Totale                                                                 |                                                                        | Presenze                                                               | 5                                                                      |                                                                        | Reti                                                                   | 0                                                                      |                                                                        |